# Crotalaria grahamiana
Crotalaria grahamiana là một loài thực vật có hoa trong họ Đậu. Loài này được Wight & Arn. miêu tả khoa học đầu tiên.
```
Chúng sinh trưởng chủ yếu ở khu vực xa xôi và khô cằn của nước Úc.
[
1
]
```